# Rapallo (cognome)
Rapallo è un cognome di lingua italiana.

## Varianti
Rapalli, Rapallini, Rapallino, Rappa, Rappi, Rappini, Rappis.

## Origine e diffusione
Cognome tipicamente ligure, è presente prevalentemente nel genovese.
Potrebbe derivare dal toponimo Rapallo.
La variante Rappa è diffusa in tutta l'Italia centro-settentrionale.